# Cornelius van Oyen
Cornelus Maria van Oyen (* 28. November 1886 in Brandenburg an der Havel; † 19. Januar 1954 in Berlin) war ein deutscher Sportschütze und Olympiasieger mit der Schnellfeuerpistole.
Cornelus van Oyen war der Sohn eines aus den Niederlanden zugewanderten Buchhalters. Er war Inspektor bei der Berliner Bötzow-Brauerei, sein Trainingsstand war in einem Keller der Brauerei untergebracht. Zum 1. Juni 1932 trat er in die SA ein.
Bei den Olympischen Spielen 1936 in Berlin gewann er mit 36 Ringen die Goldmedaille vor dem deutschen Offizier Heinz Hax und dem Schweden Torsten Ullman. 1937 und 1939 erhielt Cornelius van Oyen jeweils mit der deutschen Mannschaft die Bronzemedaille bei der Weltmeisterschaft. 1939 gewann er zusätzlich hinter Ullman die Silbermedaille in der Einzelwertung.